# Sant’Antioco di Bisarcio

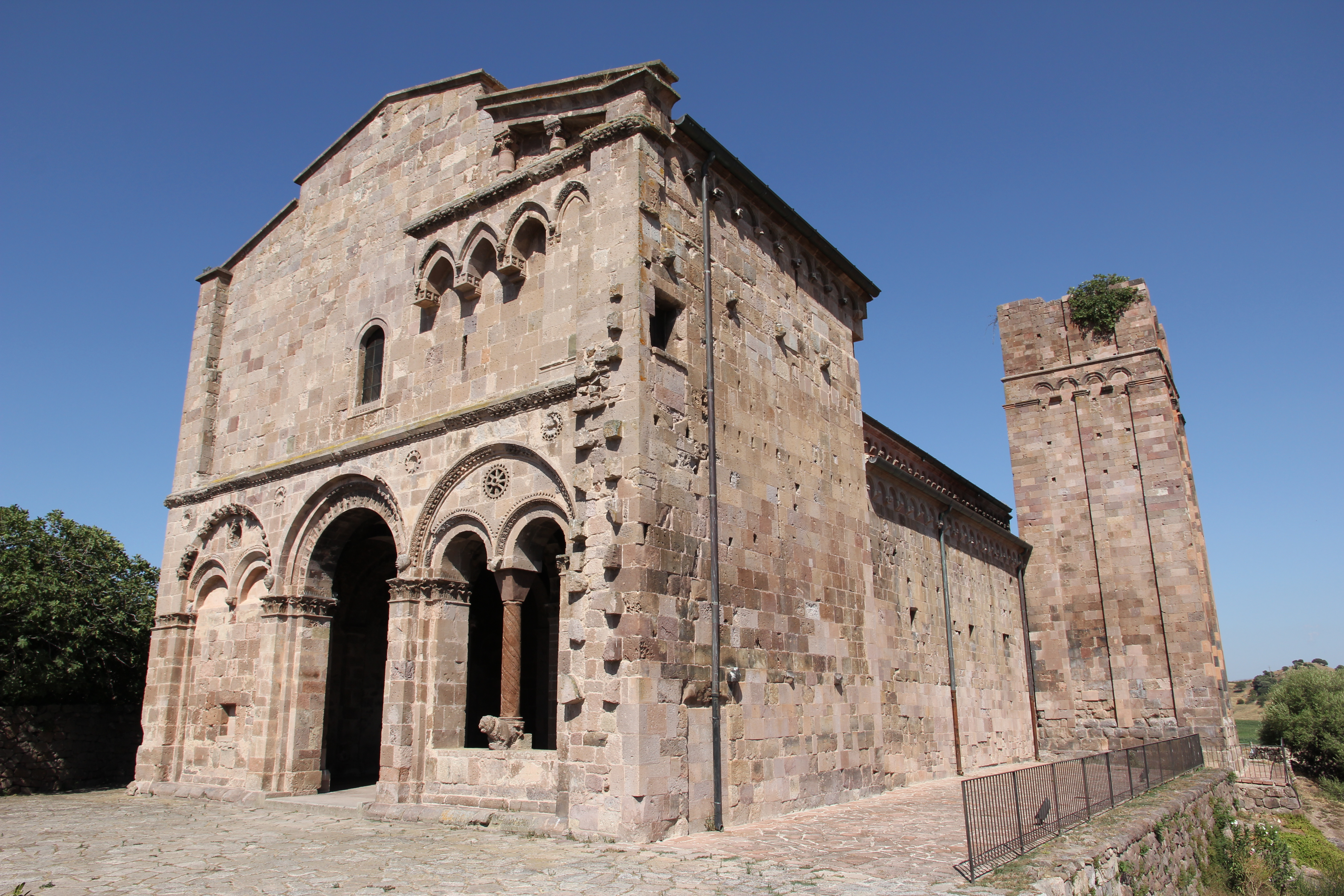
Außenansicht

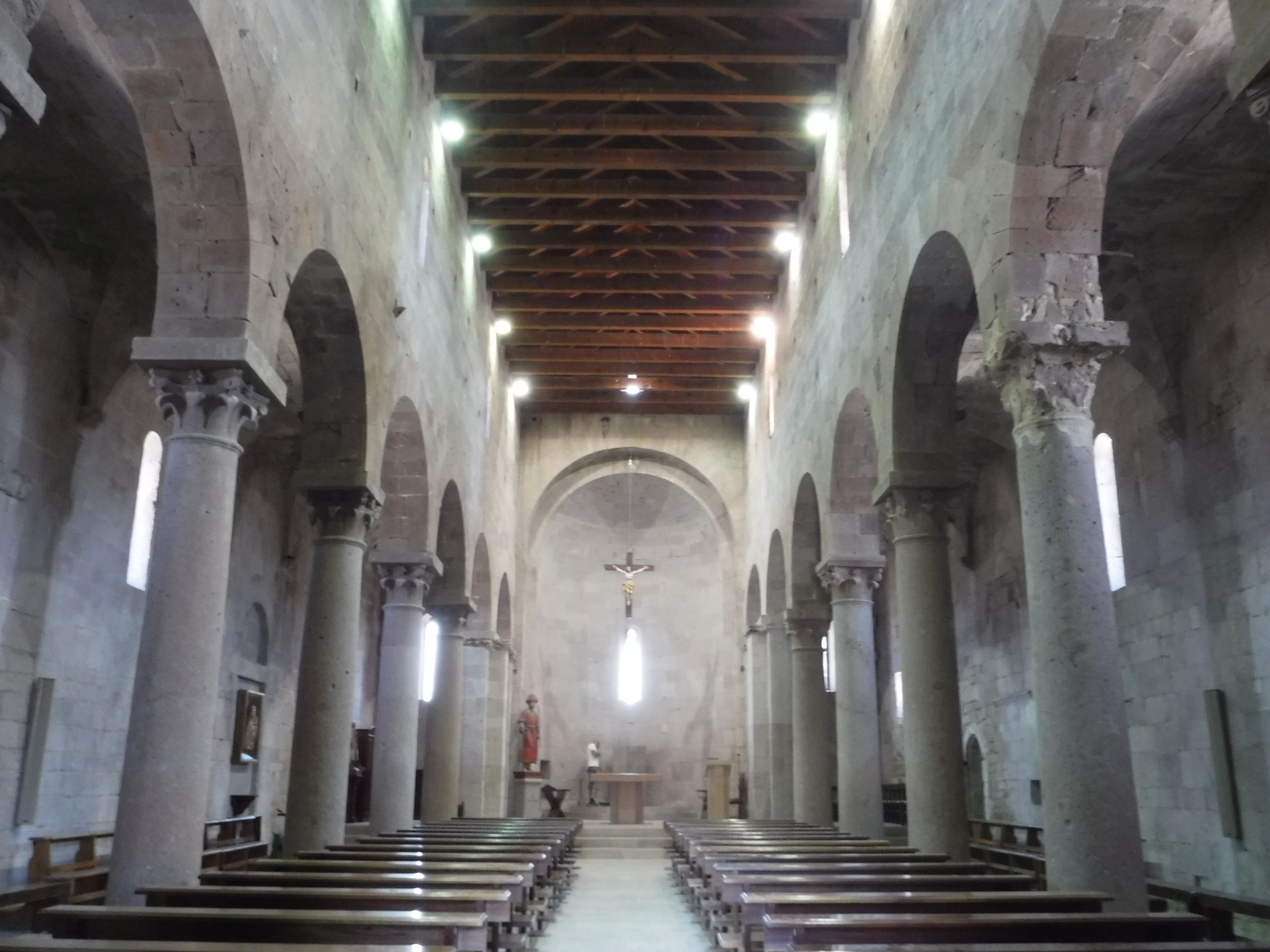
Das Innere der Basilika

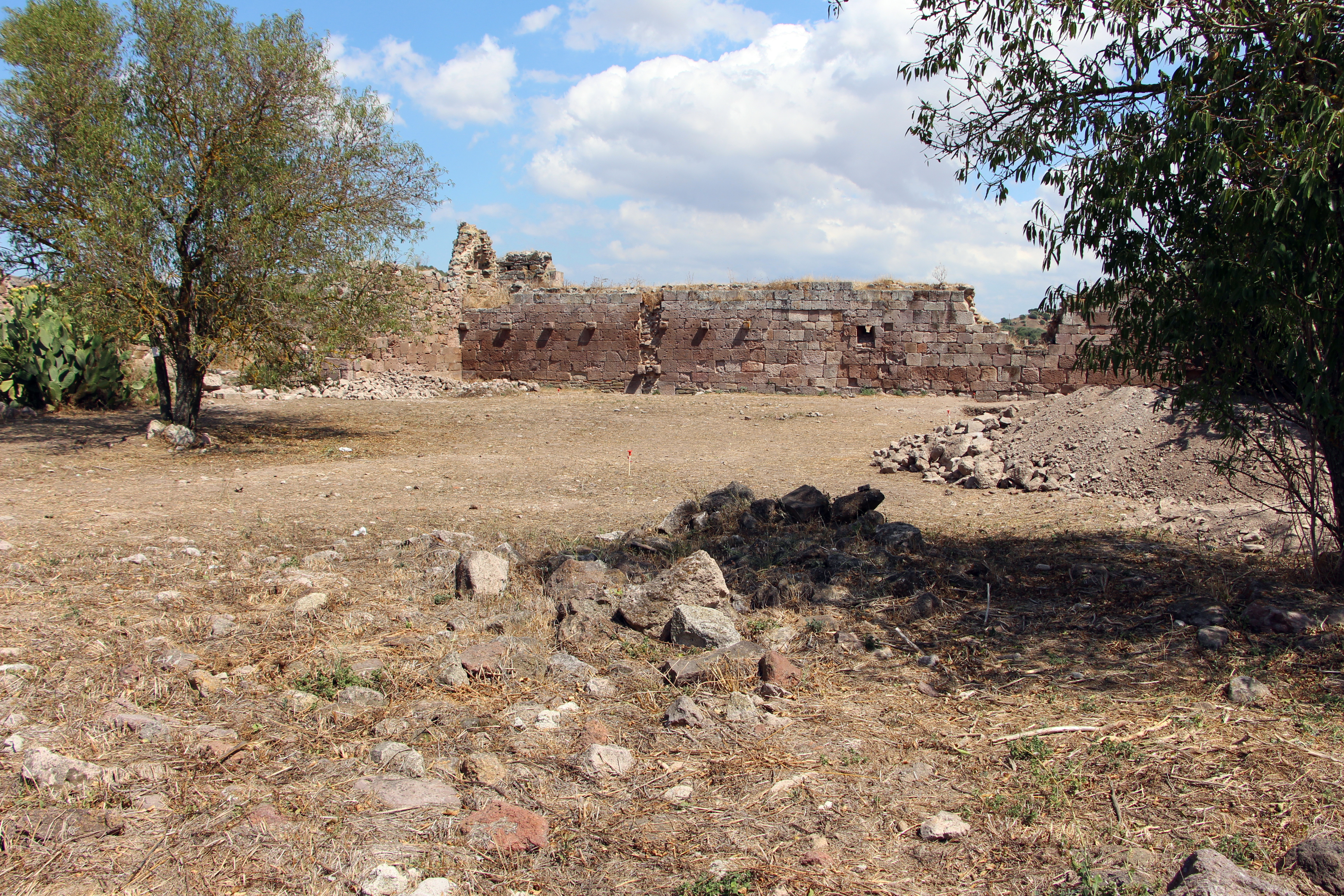
Reste des alten Bischofssitzes

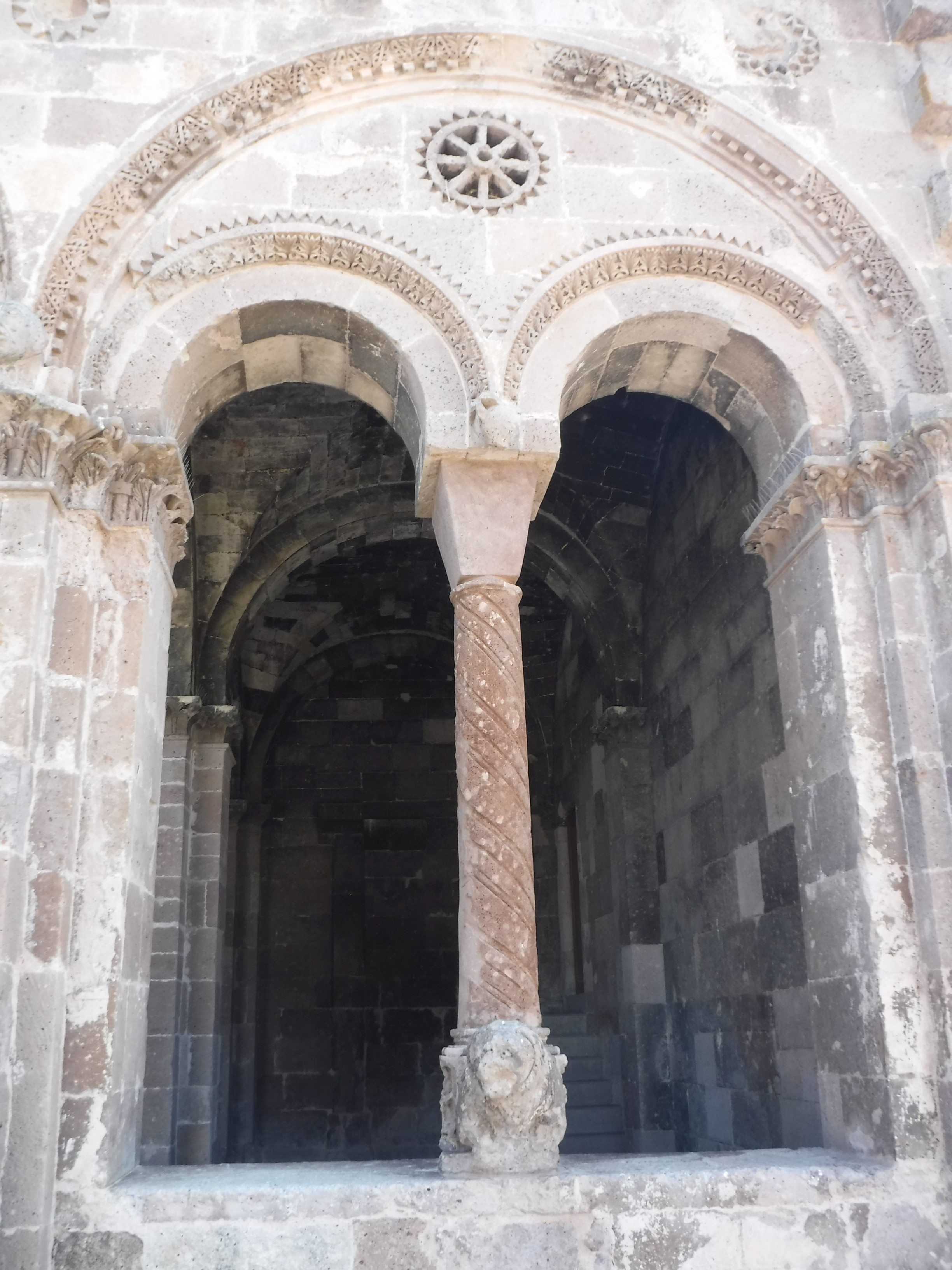
Rechter Rundbogen des Portikus

Die Basilika (früher Kathedrale) Sant’Antioco di Bisarcio liegt auf einem Hügel vulkanischen Ursprungs in einer ländlichen Gegend unweit von Chilivani, auf dem Gebiet der Gemeinde Ozieri auf Sardinien. Sie ist eine der größten romanischen Kirchen Sardiniens.
Die Kirche kann täglich außer Montag besichtigt werden.

## Geschichte
Eine katholische Diözese mit Sitz in Bisarcium (später ein Teil des sardischen Judikates Torres) kann zwischen 1065 und 1503 nachgewiesen werden.
Die Ursprünge der Kirche liegen in der zweiten Hälfte des elften Jahrhunderts. Die Gegend um die Kirche war zur Erbauungszeit eine der größten und bevölkerungsreichsten in der Region. Später wurde die Kirche durch einen Brand beschädigt. Ein Dokument erwähnt 1139 einen Bischof Ardarensis episcopus von Bisarcio, der während der Reparatur der Kathedrale in der Nähe der Stadt Ardara lebte. Die Restaurierungsarbeiten waren um 1153 abgeschlossen. Im Jahr 1174 wurde der doppeletagigen Portikus angefügt, die Kirche erhielt die heute noch sichtbare Gestalt. Anfang des 14. Jahrhunderts zogen aufgrund von Malariaepidemien  allmählich immer mehr Einwohner nach Ozieri. Heute sind von der Siedlung und der ehemaligen Bischofsresidenz nur noch wenige Überreste an der West- und Nordwestseite der Basilika vorhanden.

## Beschreibung
Die Kirche liegt abgelegen an der Staatsstraße 597 auf halbem Weg zwischen Ardara und Tula, umgeben von nur wenigen Häusern im Umkreis von einigen Kilometern.
Die künstlerischen und architektonischen Elemente der Kathedrale von Bisarcio sind eine Kombination verschiedener Stile und Künstler. Es sind Elemente zu finden, die auf romanische Pisaner und Lombarden und französischen Arbeiter burgundischen Ursprungs zurückzuführen sind. Gebaut ist die Kirche aus dunklem Trachyt lokaler Steinbrüche.
Der Portikus über zwei Etagen ist nach französischem Vorbild gestaltet. In der unteren Etage mit reichem Skulpturenschmuck gibt es drei Rundbögen. Die beiden äußeren Fenster sind durch ein Stabkreuzfenster gestaltet (das linke ist heute geschlossen). Der rechte Bogen ist an der Basis des Sockels durch einen Löwen geschmückt. Der zentrale Bogen führt zum Narthex mit sechs Kreuzgewölbefeldern, gestützt von einer kreuzförmigen Säule. An der rechten Wand des Narthex gibt es eine steile Treppe zum oberen Stock, wo drei Räume liegen. Der mittlere mit einem Altar diente als private Kapelle des Bischofs von Bisarcio. Hinter dem Altar befindet sich ein Stabkreuzfenster, das sich zum Inneren der Kathedrale öffnet. Das Zimmer rechts hat einen charakteristischen Kamin in Form einer Mitra.
Vom Narthex aus betritt man die dreischiffige, durch Säulen geteilte Kirche. Eine halbkreisförmige Apsis bildet den Abschluss des Mittelschiffs. Dieses wird durch eine Fachwerkdach aus Holz abgeschlossen, während die Seitenschiffe über Kreuzgewölbe verfügen. Sechs schmale Fenster auf jeder Seite des Schiffs, ein weiteres in der Apsis und zwei über dem Eingang spenden ein weiches Licht, dass das Innere der Basilika im Dämmerlicht hält.
An der Südseite der Kirche liegt ein Glockenturm, dessen oberer Teil vor unbestimmter Zeit abgebrochen ist. Der Turm ist quadratisch, mit denselben Pilastern und Bogenfriesen geschmückt, die auch die Seiten und die Apsis der Kirche kennzeichnen.